# Guglielmo di Tracy
Guglielmo di Tracy (... – 1189 circa) fu un cavaliere e barone feudale di Bradninch nel Devon, avente come caput loci il maniero di Bradninch vicino a Exeter, ed era signore dei manieri (tra i tanti) di Toddington, nel Gloucestershire, e di Moretonhampstead, nel Devon. È noto come uno dei quattro cavalieri che assassinarono Tommaso Becket, arcivescovo di Canterbury, nel dicembre 1170.

## Biografia

### Origini
Discendente di Turgis de Tracy, Guglielmo era figlio di Giovanni di Sudeley e di sua moglie Grace di Tracy. Il loro figlio maggiore, Ralph di Sudeley († 1192 circa), divenne l'erede del padre, mentre il più giovane, Guglielmo, ereditò la baronia di Bradninch dalla madre e assunse il nome della famiglia della madre, divenendo Guglielmo di Tracy. Divenne cavaliere del Gloucestershire e detenne le terre di suo fratello al servizio con il knight's fee.
Guglielmo di Tracy compare in un documento di suo fratello maggiore Ralph di Sudeley, che assegna il maniero di Yanworth, vicino a Cirencester, all'abbazia di Gloucester. Due dei testimoni di quel documento vivevano in terre possedute dal ramo normanno dei Tracy, e due dei testimoni inglesi avevano precedentemente ricoperto nello stesso ruolo a un documento per la priorato di Barnstaple nel 1146 per Enrico di Tracy, che aveva sposato una figlia di Juhel di Mayenne, atto permesso dal re d'Inghilterra Stefano. Nel 1166 Guglielmo ottenne un feudo da suo fratello Ralph.

### Assassinio di Becket
Guglielmo di Tracy fu uno dei quattro cavalieri che, presumibilmente per volere del re Enrico II, nel 1170 uccisero Tommaso Becket, arcivescovo di Canterbury. I suoi complici furono Reginaldo Fitzurse, Ugo di Morville e Riccardo le Breton (o de Brito). In seguito invasero il palazzo arcivescovile saccheggiando le bolle e le carte papali, l'oro, l'argento, i paramenti, i libri e i paramenti liturgici.
Enrico non arrestò i cavalieri, consigliando loro di fuggire in Scozia. Sebbene le loro terre fossero tecnicamente passate (Escheat) alla corona, sembra che abbiano continuato ad usufruirne dopo solo una breve interruzione, presumibilmente come favore del re. Rimasero solo poco tempo in Scozia, tornando al castello di Knaresborough nello Yorkshire, possedimento di Ugo di Morville.

### Donazioni
Promulgò un documento che concedeva ai canonici di Torre, nella contea del Devonshire, tutte le sue terre a North Chillingford.

#### Alkborough
È noto che Ugo di Morville, Riccardo di Brito e Guglielmo di Tracy eressero una chiesa ad Alkborough, vicino a Scunthorpe nel North Lincolnshire, dove, fino al 1690, una pietra incisa sul presbiterio registrava il beneficio.

#### Bovey Tracey
Il nome della città di Bovey Tracey deriva dal fiume Bovey che attraversa la città e dalla stirpe di "Tracey", originaria di Tracy presso Bayeux, in Normandia, che si stabilì nella zona dopo la conquista normanna del 1066. Guglielmo di Tracy ricostruì la chiesa cittadina dei Santi Pietro, Paolo e Tommaso dopo il 1170 come parte della sua penitenza per il suo ruolo nell'omicidio dell'arcivescovo. Inoltre, ristrutturò in modo significativo la chiesa di Lapford, nel Devon e vi aggiunse una torre, un coro e un portico, che fu poi riconsacrata a Becket.

#### Nymet Tracy
Secondo la tradizione locale, Guglielmo di Tracy fondò una chiesa a Nymet Tracey vicino a Bovey, per penitenza.

### Scomunica ed esilio
Gli atti di Guglielmo non riuscirono a impressionare papa Alessandro III, che scomunicò Tracy e gli altri assassini il giovedì santo, il 25 marzo 1171.
Guglielmo di Tracy partì per Roma dopo la fine di settembre, ma prima della spedizione di Enrico II in Irlanda in ottobre, quando fece la sua apparizione presso la corte della contea di Oxford, attestando una rinuncia alle rivendicazioni (quitclaim) su un terreno dell'abbazia di Winchcombe a Gagingwell, vicino a Enstone, a nord di Oxford. Inoltre, era presente quando il documento che registrava la transazione fu offerta sull'altare maggiore dell'abbazia di Winchcombe. Quell'anno fu pagato lo scutage sulle terre di Guglielmo.
La partenza degli altri cavalieri a Roma fu ritardata in quanto due di loro, FitzUrse e Morville, presero parte alla grande rivolta del 1173-74 contro il re. Gli assassini dell'arcivescovo ricevettero udienza dal papa, che, nonostante la loro penitenza, dichiarò che avrebbero dovuto essere esiliati e combattere a Gerusalemme "in armi cavalleresche nel Tempio per 14 anni", per poi tornare a Roma.

### Morte e sepoltura
Su ciò che accadde in seguito, vi sono solo ipotesi. Herbert di Bosham sostenne che Guglielmo non raggiunse la Terra Santa ma morì già nel 1174 di lebbra a Cosenza, nell'Italia meridionale. Dopo un lungo esame, l'attuale barone Sudeley ha liquidato la versione di Herbert come una storia sensazionalistica e fittizia. Inoltre, il viaggio di Guglielmo verso l'Oriente è confermato dall'arcivescovo di Salerno Romualdo II e da Ruggero di Hovenden, i quali affermano che il papa incaricò i cavalieri, una volta adempiuti i loro doveri, di visitare i Luoghi Santi a piedi nudi e in cilicio e di vivere successivamente da soli per il resto della loro vita sulla Montagna Nera (Monti Nur?) vicino ad Antiochia, trascorrendo tutto il loro tempo lì in veglie e preghiere. Si pensa che de Tracy si ritirò in quei luoghi in un eremo. Ruggero di Hovenden riferisce inoltre che dopo la loro morte i corpi dei cavalieri furono sepolti a Gerusalemme davanti alla porta del Tempio, la chiesa rotonda templare costruita sul sito del tempio di Salomone; ciò è conforme alla tradizione secondo cui gli assassini furono sepolti sotto il portico davanti alla moschea di Al-Aqsa, che era il refettorio dei Cavalieri Templari.
Un'altra tradizione vuole che i corpi dei cavalieri siano stati riportati all'isola di Brean Down, al largo della costa di Weston-super-Mare, e lì sepolti.

## Famiglia e figli
Guglielmo di Tracy ebbe un figlio, chiamato anch'egli Guglielmo, che fece diverse donazioni in Francia, erigendo e dotando una casa per lebbrosi in un luogo chiamato Coismas, forse Commeaux, o Couesmes-Vaucé. Fece anche donazioni al priorato di Santo Stefano, a Le Plessis-Grimoult, di terre possedute dalla famiglia prima di arrivare in Inghilterra. Morì prima del 1194, lasciando un figlio, Enrico, che perse le sue terre nel 1202.